# Bursard
Bursard – miejscowość i gmina we Francji, w regionie Normandia, w departamencie Orne.
Według danych na rok 1990 gminę zamieszkiwały 194 osoby, a gęstość zaludnienia wynosiła 18 osób/km² (wśród 1815 gmin Dolnej Normandii Bursard plasuje się na 692. miejscu pod względem liczby ludności, natomiast pod względem powierzchni na miejscu 455.).